# Rothenburg, Luzern
Rothenburg är en ort och kommun i distriktet Hochdorf i kantonen Luzern, Schweiz. Kommunen har 7 828 invånare (2023).
Rothenburg utgör en del av storstadsområdet runt Luzern. Sedan 2011 finns ett Ikea-varuhus i Rothenburg.